# Прабабушка лёгкого поведения. Начало
«Праба́бушка лёгкого поведе́ния. Нача́ло» (также употребляется как «Бабушка лёгкого поведения 3») — российская кинокомедия 2021 года режиссёра Марюса Вайсберга. 
Приквел фильмов «Бабушка лёгкого поведения» и «Бабушка лёгкого поведения 2. Престарелые мстители» и одновременно третий фильм в серии. Премьера фильма в России состоялась 6 мая 2021 года; телевизионная премьера состоялась 3 октября 2021 года на канале ТНТ.
«Начало», по итогу, получило в целом негативные отзывы критиков и зрителей, но стал успешен в прокате, собрав более 320 миллионов рублей.

## Сюжет
1980 год. Вся страна следит за событиями московской Олимпиады. Один только Вова Рубинштейн под шумок переодевается в звёзд советской эстрады и пытается разбогатеть, устраивая фейковые концерты. На одном из таких концертов Вову разоблачают и сотрудники милиции арестовывают его. Вскоре за ним из-за его талантов приезжает КГБ и забирает с собой для проведения спецоперации по изъятию с чёрного рынка химического вещества под названием «Старичок».
Вове Рубинштейну приходится быстро учиться, чтобы перевоплотиться в свою сводную сестру и выполнить задание ради будущего своей дочери. Он узнает, что у него в роли сестры есть племянница, которая, как выяснится, агент КГБ, а завербовавшие его кагэбэшники на самом деле агенты ЦРУ.
«Старичок» будет найден, агенты ЦРУ арестованы, а Вова Рубинштейн встретит свою любовь. В результате чего родится Сашенька Рубинштейн в 1981 году, что и показано в самом конце на фотографии.

## В ролях
- Александр Ревва — Владимир Карпович Рубинштейн / Луиза Карповна
- Глюкоза — Вика
- Дмитрий Нагиев — Николай Александрович Нипель
- Михаил Галустян — Русик, постоянный клиент Луизы Карповны
- Наталья Бардо — Волкова, майор, агент ЦРУ под прикрытием
- Максим Лагашкин — Антон Ильич Пронин, полковник, агент ЦРУ под прикрытием
- Карина Зверева — Стелла
- Марина Федункив — Глаша
- Евгений Герчаков — Роберт
- Ева Смирнова — Ева, дочь Вовы Рубинштейна
- Ирина Бякова — Захаровна
- Игорь Жижикин — Логинов
- Евгения Бордзиловская — Луиза Карповна
- Илья Соболев — репортёр
- Ксения Теплова — Юля, бывшая жена Вовы Рубинштейна
- Сергей Степин — начальник ОБХСС
- Андрей Родной — опер ОБХСС
- Виктор Ефремов — Коваль
- Эрик Давидович — водитель такси
- Гусейн Гасанов — конферансье
- Константин Щербинин — ведущий
- Антон Морозов — Палыч

## Съёмочная группа
- Режиссёр-постановщик: Марюс Вайсберг
- Продюсеры: Александр Ревва, Марюс Вайсберг
- Авторы сценария: Саид Давдиев, Сергей Иванов, Александр Онипко, Гаджи Атаев, Александр Ревва, Марюс Вайсберг
- Композитор: Брайан Скотт Карр
- Оператор-постановщик: Дмитрий Яшонков, R.G.C.
- Художник-постановщик: Ираида Шульц
- Художник по костюмам: Валентин Гнездилов
- Художник по гриму: Наталья Луканева
- Художник по пластическому гриму: Алексей Ивченко

## Отзывы и оценки
Фильм получил всего три обзора в прессе, мнения в которых разделились. О нём писали: «Юмор не только грубый и пошлый, но и совершенно не остроумный» (Кино Mail.ru), «фанатам первых «Бабушек», а также поклонникам позднего юмора резидентов Comedy Club это кино как бальзам на душу («Киноафиша»), «При всей эксцентричности, «Прабабушка легкого поведения» не стесняется поднимать и серьёзные вопросы» (Intermedia).